# تیم کانوی

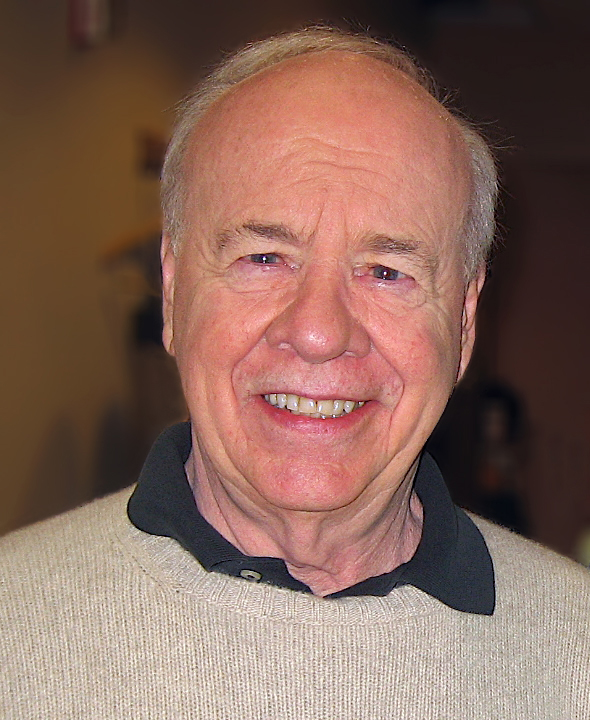

تیم کانوی (انگلیسی: Tim Conway؛ زادهٔ ۱۵ دسامبر ۱۹۳۳ - درگذشته ۱۴ مهٔ ۲۰۱۹) یک هنرپیشه اهل ایالات متحده آمریکا بود.